# The Admiral's Men
The Admiral's Men era una compagnia teatrale nata in epoca elisabettiana, considerata la seconda compagnia più rilevante del periodo, dopo quella di William Shakespeare, The Lord Chamberlain's Men (o King's Men).

## Storia
Conosciuti, all'inizio, come Lord Howard's Men, (dal nome del loro patrono, Charles Howard, I conte di Nottingham, la compagnia cambiò il suo nome in Admiral's Men, nel 1585, dopo che il Conte ricevette il titolo di Lord High Admiral (Lord grand'ammiraglio).
Nonostante il potere e la ricchezza del Conte, la compagnia non godeva di totale libertà. Più volte fu sospesa e il suo lavoro  interrotto da controlli e censura. 
Verso la fine degli anni '80, la compagnia iniziò una lunga collaborazione con il giovane teatro The Rose, per il quale misero in scena moltissime opere di Christopher Marlowe e dello stesso Shakespeare. 
Dopo la chiusura del Rose, gli Admiral's Men si spostarono in un nuovo teatro, il Fortune Theatre, dove riscossero notevoli successi. 
Quando il Fortune fu distrutto da un incendio, nel 1621, la compagnia subì una perdita notevole, poiché costumi, scene e testi dei loro spettacoli bruciarono insieme al teatro. Due anni dopo il Fortune fu ricostruito e il lavoro degli attori riprese, ma il danno era stato troppo grande e la compagnia finì per sciogliersi nel 1631.